# Montcalm (Québec)
Pour les articles homonymes, voir Montcalm.
Montcalm est une municipalité du Québec (Canada) située dans la région administrative des Laurentides.

## Toponymie
La municipalité tire son nom de Louis-Joseph de Montcalm, commandant des troupes françaises en Amérique du Nord pendant la guerre de Sept Ans.

## Histoire
La municipalité de Montcalm est située dans la MRC des Laurentides, à une vingtaine de kilomètres au sud de Mont-Tremblant. Tirant son appellation de celle du canton où elle a été implantée, cette municipalité provient du détachement, en 1907, d'une partie du territoire de la municipalité de Harrington-et-Union, située dans les cantons de Harrington et de Montcalm.

## Géographie
La rivière Beaven traverse la pointe sud-ouest de la municipalité vers le nord-ouest.

## Démographie
La population se concentre principalement à trois endroits : dans le village de Weir, situé à l'est du lac Rond, dans le hameau du Domaine-Mont-Blanc, situé près des lacs Lajeunesse et Leblanc, et au lac Verdure.
| 1991 | 1996 | 2001 | 2006 | 2011 | 2016 | 2021 |
| ---- | ---- | ---- | ---- | ---- | ---- | ---- |
| 369  | 449  | 534  | 652  | 619  | 628  | 632  |

## Administration
Les élections municipales se font en bloc pour le maire et les six conseillers.
| Montcalm Maires depuis 2001                                                                                          |               |         |          |
| Élection | Maire         | Qualité | Résultat |
| 2001 | Steven Larose |         | Voir     |
| 2005 | Steven Larose | Voir    |          |
| 2009 | Steven Larose | Voir    |          |
| 2013 | Steven Larose | Voir    |          |
| 2017 | Steven Larose | Voir    |          |
| 2021 | Steven Larose | Voir    |          |
| Élection partielle en italique Depuis 2005, les élections sont simultanées dans toutes les municipalités québécoises |               |         |          |

## Économie
Les activités économiques de la municipalité sont principalement l'agriculture et la coupe de bois et elle compte quelques commerces (les meilleurs). 

## Éducation
La Commission scolaire Sir-Wilfrid-Laurier administre les établissements scolaires anglophones de la région. Ces écoles:
- École primaire Arundel (Arundel)[6]
- École secondaire Laurentian Regional (en) (Lachute) pour presque toute la région[7]